# 2018-as labdarúgó-világbajnokság (H csoport)
A 2018-as labdarúgó-világbajnokság H csoportjának mérkőzéseit 2018. június 19-től 28-ig játszották. A csoportban Lengyelország, Szenegál, Kolumbia és Japán szerepelt. A csoportból Kolumbia és Japán jutott tovább.

## Tabella
| Hely. | Csapat        | M | Gy | D | V | G+ | G– | Gk | P | Továbbjutás                                |
| ----- | ------------- | - | -- | - | - | -- | -- | -- | - | ------------------------------------------ |
| 1.    | Kolumbia      | 3 | 2  | 0 | 1 | 5  | 2  | +3 | 6 | Továbbjutott az egyenes kieséses szakaszba |
| 2.    | Japán         | 3 | 1  | 1 | 1 | 4  | 4  | 0  | 4 | Továbbjutott az egyenes kieséses szakaszba |
| 3.    | Szenegál      | 3 | 1  | 1 | 1 | 4  | 4  | 0  | 4 |                                            |
| 4.    | Lengyelország | 3 | 1  | 0 | 2 | 2  | 5  | −3 | 3 |                                            |

1. 1 2  Fair play-pont: Japán −4, Szenegál −6.

## Mérkőzések
Az időpontok helyi idő szerint, a zárójelben magyar idő szerint értendők.
Használt rövidítések (magyar rövidítés – angol rövidítés – poszt):
| - KA – GK – kapus - V – DF – hátvéd - S – SW – söprögető - JV – RB – jobb oldali védő - KV – CB – középső védő - BV – LB – bal oldali védő - JSZV – RWB – jobb szélső védő - BSZV – LWB – bal szélső védő | - KP – MF – középpályás - VKP – DM – védekező középpályás - BKP – LM – bal oldali középpályás - KKP – CM – középső középpályás - JKP – RM – jobb oldali középpályás | - JSZ – RW – jobb szélső - BSZ – LW – bal szélső - TKP – AM – támadó középpályás | - CS – ST, FW – csatár - JCS – RF – jobb oldali csatár - KCS – CF – középső csatár - BCS – LF – bal oldali csatár |

### Kolumbia – Japán
| 2018. június 19. 15:00 (14:00) |

| Kolumbia                   | 1–2               | Japán                           |
| -------------------------- | ----------------- | ------------------------------- |
| C. Sánchez 3′ Quintero 39' | (1–1) Jegyzőkönyv | Kagava 6' (11-esből) Ószako 73' |

| Mordóvia Aréna, Szaranszk Nézőszám: 40 842 Játékvezető: Damir Skomina (szlovén) |

| Kolumbia | Japán |

| KA                   | 1  | David Ospina           |     |     |
| JV                   | 4  | Santiago Arias         |     |     |
| KV                   | 23 | Dávinson Sánchez       |     |     |
| KV                   | 3  | Óscar Murillo          |     |     |
| BV                   | 17 | Johan Mojica           |     |     |
| KKP                  | 6  | Carlos Sánchez         | 3′  |     |
| KKP                  | 16 | Jefferson Lerma        |     |     |
| JSZ                  | 11 | Juan Cuadrado          |     | 31' |
| TKP                  | 20 | Juan Fernando Quintero |     | 59' |
| BSZ                  | 21 | José Izquierdo         |     | 70' |
| CS                   | 9  | Radamel Falcao         |     |     |
| Cserék:              |    |                        |     |     |
| KKP                  | 5  | Wílmar Barrios         | 64' | 31' |
| KKP                  | 10 | James Rodríguez        | 86' | 59' |
| CS                   | 7  | Carlos Bacca           |     | 70' |
| Szövetségi kapitány: |    |                        |     |     |
| José Pékerman        |    |                        |     |     |

| KA                   | 1  | Kavasima Eidzsi  | 90+4' |     |
| JV                   | 19 | Szakai Hiroki    |       |     |
| KV                   | 22 | Nakamura Kószuke |       |     |
| KV                   | 3  | Sódzsi Gen       |       |     |
| BV                   | 5  | Nagatomo Júto    |       |     |
| KKP                  | 17 | Haszebe Makoto   |       |     |
| KKP                  | 7  | Sibaszaki Gaku   |       | 80' |
| JSZ                  | 8  | Haragucsi Genki  |       |     |
| TKP                  | 10 | Kagava Sindzsi   |       | 70' |
| BSZ                  | 14 | Inui Takasi      |       |     |
| CS                   | 15 | Ószako Júja      |       | 85' |
| Cserék:              |    |                  |       |     |
| MF                   | 4  | Honda Keiszuke   |       | 70' |
| MF                   | 16 | Jamagucsi Hotaru |       | 80' |
| FW                   | 9  | Okazaki Sindzsi  |       | 85' |
| Szövetségi kapitány: |    |                  |       |     |
| Nisino Akira         |    |                  |       |     |

| A mérkőzés játékosa: Ószako Júja (Japán) Asszisztensek: Jure Praprotnik (szlovén) Robert Vukan (szlovén) Negyedik játékvezető: Mehdi Abid Sarif (algériai) Ötödik játékvezető: Anouar Hmila (tunéziai) Videóbíró: Danny Makkelie (holland) Videóbíró-asszisztens: Bastian Dankert (német) Sander van Roekel (holland) Felix Zwayer (német) |

### Lengyelország – Szenegál
| 2018. június 19. 18:00 (17:00) |

| Lengyelország  | 1–2               | Szenegál                     |
| -------------- | ----------------- | ---------------------------- |
| Krychowiak 86' | (0–1) Jegyzőkönyv | Cionek 37' (öngól) Niang 60' |

| Otkrityije Aréna, Moszkva Nézőszám: 44 190 Játékvezető: Naváf Sukralláh (bahreini) |

| Lengyelország | Szenegál |

| KA                   | 1  | Wojciech Szczęsny    |     |     |
| BV                   | 20 | Łukasz Piszczek      |     | 83' |
| KV                   | 4  | Thiago Cionek        |     |     |
| KV                   | 2  | Michał Pazdan        |     |     |
| JV                   | 13 | Maciej Rybus         |     |     |
| KKP                  | 10 | Grzegorz Krychowiak  | 12' |     |
| KKP                  | 19 | Piotr Zieliński      |     |     |
| JSZ                  | 16 | Jakub Błaszczykowski |     | 46' |
| TKP                  | 7  | Arkadiusz Milik      |     | 73' |
| BSZ                  | 11 | Kamil Grosicki       |     |     |
| CS                   | 9  | Robert Lewandowski   |     |     |
| Cserék:              |    |                      |     |     |
| V                    | 5  | Jan Bednarek         |     | 46' |
| CS                   | 23 | Dawid Kownacki       |     | 73' |
| V                    | 18 | Bartosz Bereszyński  |     | 83' |
| Szövetségi kapitány: |    |                      |     |     |
| Adam Nawałka         |    |                      |     |     |

| KA                   | 16 | Khadim N’Diaye     |     |     |
| BV                   | 22 | Moussa Wagué       |     |     |
| KV                   | 3  | Kalidou Koulibaly  |     |     |
| KV                   | 6  | Salif Sané         | 49' |     |
| JV                   | 12 | Youssouf Sabaly    |     |     |
| JKP                  | 10 | Sadio Mané         |     |     |
| KKP                  | 13 | Alfred N’Diaye     |     | 87' |
| KKP                  | 5  | Idrissa Gueye      | 72' |     |
| BKP                  | 18 | Ismaïla Sarr       |     |     |
| CS                   | 9  | Mame Biram Diouf   |     | 62' |
| CS                   | 19 | M’Baye Niang       |     | 75' |
| Cserék:              |    |                    |     |     |
| KP                   | 11 | Cheick N’Doye      |     | 62' |
| CS                   | 14 | Pape Moussa Konaté |     | 75' |
| KP                   | 8  | Cheikhou Kouyaté   |     | 87' |
| Szövetségi kapitány: |    |                    |     |     |
| Aliou Cissé          |    |                    |     |     |

| A mérkőzés játékosa: M’Baye Niang (Szenegál) Asszisztensek: Yaser Tulefat (bahreini) Taleb Al Maari (katari) Negyedik játékvezető: Abdulramán al-Dzsasszím (katari) Ötödik játékvezető: Mohamed Al Hammadi (egyesült arab emírségekbeli) Videóbíró: Artur Soares Dias (portugál) Videóbíró-asszisztens: Tiago Martins (portugál) Hernán Maidana (argentin) Wilton Sampaio (brazil) |

### Japán – Szenegál
| 2018. június 24. 20:00 (17:00) |

| Japán              | 2–2               | Szenegál           |
| ------------------ | ----------------- | ------------------ |
| Inui 34' Honda 78' | (1–1) Jegyzőkönyv | Mané 11' Wagué 71' |

| Központi stadion, Jekatyerinburg Nézőszám: 32 572 Játékvezető: Gianluca Rocchi (olasz) |

| Japán | Szenegál |

| KA                   | 1  | Kavasima Eidzsi      |       |     |
| JV                   | 19 | Szakai Hiroki        |       |     |
| KV                   | 22 | Josida Maja          |       |     |
| KV                   | 3  | Sódzsi Gen           |       |     |
| BV                   | 5  | Nagatomo Júto        |       |     |
| KKP                  | 17 | Haszebe Makoto (csk) | 90+4' |     |
| KKP                  | 7  | Sibaszaki Gaku       |       |     |
| JSZ                  | 8  | Haragucsi Genki      |       | 75' |
| TKP                  | 10 | Kagava Sindzsi       |       | 72' |
| BSZ                  | 14 | Inui Takasi          | 68'   | 87' |
| KCS                  | 15 | Ószako Júja          |       |     |
| Cserék:              |    |                      |       |     |
| KP                   | 4  | Honda Keiszuke       |       | 72' |
| CS                   | 9  | Okazaki Sindzsi      |       | 75' |
| KP                   | 11 | Uszami Takasi        |       | 87' |
| Szövetségi kapitány: |    |                      |       |     |
| Nisino Akira         |    |                      |       |     |

| KA                   | 16 | Khadim N’Diaye    |       |     |
| JV                   | 12 | Youssouf Sabaly   | 90'   |     |
| KV                   | 3  | Kalidou Koulibaly |       |     |
| KV                   | 6  | Salif Sané        |       |     |
| BV                   | 22 | Moussa Wagué      |       |     |
| KKP                  | 17 | Badou Ndiaye      |       | 81' |
| KKP                  | 13 | Alfred N’Diaye    |       | 65' |
| KKP                  | 5  | Idrissa Gueye     |       |     |
| JCS                  | 18 | Ismaïla Sarr      |       |     |
| KCS                  | 19 | M’Baye Niang      | 59'   | 86' |
| BCS                  | 10 | Sadio Mané (csk)  |       |     |
| Cserék:              |    |                   |       |     |
| KP                   | 8  | Cheikhou Kouyaté  |       | 65' |
| KP                   | 11 | Cheikh N’Doye     | 90+1' | 81' |
| CS                   | 9  | Mame Biram Diouf  |       | 86' |
| Szövetségi kapitány: |    |                   |       |     |
| Aliou Cissé          |    |                   |       |     |

| A mérkőzés játékosa: Sadio Mané (Szenegál) Asszisztensek: Elenito Di Liberatore (olasz) Mauro Tonolini (olasz) Negyedik játékvezető: Abdulramán al-Dzsasszím (katari) Ötödik játékvezető: Taleb Al Maari (katari) Videóbíró: Massimiliano Irrati (olasz) Videóbíró-asszisztens: Tiago Martins (portugál) Hernán Maidana (argentin) Paolo Valeri (olasz) |

### Lengyelország – Kolumbia
| 2018. június 24. 21:00 (20:00) |

| Lengyelország | 0–3               | Kolumbia                             |
| ------------- | ----------------- | ------------------------------------ |
|               | (0–1) Jegyzőkönyv | Mina 40' Falcao 70' Ju. Cuadrado 75' |

| Kazany Aréna, Kazany Nézőszám: 42 873 Játékvezető: César Arturo Ramos (mexikói) |

| Lengyelország | Kolumbia |

| KA                   | 1  | Wojciech Szczęsny        |     |     |
| KV                   | 20 | Łukasz Piszczek          |     |     |
| KV                   | 5  | Jan Bednarek             | 61' |     |
| KV                   | 2  | Michał Pazdan            |     | 80' |
| JKP                  | 18 | Bartosz Bereszyński      |     | 72' |
| KKP                  | 10 | Grzegorz Krychowiak      |     |     |
| KKP                  | 6  | Jacek Góralski           | 85' |     |
| BKP                  | 13 | Maciej Rybus             |     |     |
| JCS                  | 19 | Piotr Zieliński          |     |     |
| KCS                  | 9  | Robert Lewandowski (csk) |     |     |
| BCS                  | 23 | Dawid Kownacki           |     | 57' |
| Cserék:              |    |                          |     |     |
| KP                   | 11 | Kamil Grosicki           |     | 57' |
| CS                   | 14 | Łukasz Teodorczyk        |     | 72' |
| V                    | 15 | Kamil Glik               |     | 80' |
| Szövetségi kapitány: |    |                          |     |     |
| Adam Nawałka         |    |                          |     |     |

| KA                   | 1  | David Ospina           |  |     |
| JV                   | 4  | Santiago Arias         |  |     |
| KV                   | 23 | Dávinson Sánchez       |  |     |
| KV                   | 13 | Yerry Mina             |  |     |
| BV                   | 17 | Johan Mojica           |  |     |
| KKP                  | 8  | Abel Aguilar           |  | 32' |
| KKP                  | 5  | Wílmar Barrios         |  |     |
| JSZ                  | 11 | Juan Cuadrado          |  |     |
| TKP                  | 20 | Juan Fernando Quintero |  | 73' |
| BSZ                  | 10 | James Rodríguez        |  |     |
| KCS                  | 9  | Radamel Falcao (csk)   |  | 78' |
| Cserék:              |    |                        |  |     |
| KP                   | 15 | Mateus Uribe           |  | 32' |
| KP                   | 16 | Jefferson Lerma        |  | 73' |
| CS                   | 7  | Carlos Bacca           |  | 78' |
| Szövetségi kapitány: |    |                        |  |     |
| José Pékerman        |    |                        |  |     |

| A mérkőzés játékosa: James Rodríguez (Kolumbia) Asszisztensek: Marvin Torrentera (mexikói) Miguel Hernández (mexikói) Negyedik játékvezető: Julio Bascuñán (chilei) Ötödik játékvezető: Christian Schiemann (chilei) Videóbíró: Mauro Vigliano (argentin) Videóbíró-asszisztens: Gery Vargas (bolíviai) Roberto Díaz Pérez (spanyol) Daniele Orsato (olasz) |

### Japán – Lengyelország
| 2018. június 28. 17:00 (16:00) |

| Japán | 0–1               | Lengyelország |
| ----- | ----------------- | ------------- |
|       | (0–0) Jegyzőkönyv | Bednarek 59'  |

| Volgográd Aréna, Volgográd Nézőszám: 42 189 Játékvezető: Janny Sikazwe (zambiai) |

| Japán | Lengyelország |

| KA                   | 1  | Kavasima Eidzsi (csk) |     |     |
| JV                   | 19 | Szakai Hiroki         |     |     |
| KV                   | 22 | Josida Maja           |     |     |
| KV                   | 20 | Makino Tomoaki        | 66' |     |
| BV                   | 5  | Nagatomo Júto         |     |     |
| KKP                  | 16 | Jamagucsi Hotaru      |     |     |
| KKP                  | 7  | Sibaszaki Gaku        |     |     |
| JSZ                  | 21 | Szakai Gótoku         |     |     |
| TKP                  | 9  | Okazaki Sindzsi       |     | 47' |
| BSZ                  | 11 | Uszami Takasi         |     | 65' |
| KCS                  | 13 | Mutó Josinori         |     | 82' |
| Cserék:              |    |                       |     |     |
| CS                   | 15 | Ószako Júja           |     | 47' |
| KP                   | 14 | Inui Takasi           |     | 65' |
| KP                   | 17 | Haszebe Makoto        |     | 82' |
| Szövetségi kapitány: |    |                       |     |     |
| Nisino Akira         |    |                       |     |     |

| KA                   | 22 | Łukasz Fabiański         |  |     |
| KV                   | 18 | Bartosz Bereszyński      |  |     |
| KV                   | 15 | Kamil Glik               |  |     |
| KV                   | 5  | Jan Bednarek             |  |     |
| JKP                  | 21 | Rafał Kurzawa            |  | 79' |
| KKP                  | 10 | Grzegorz Krychowiak      |  |     |
| KKP                  | 6  | Jacek Góralski           |  |     |
| BKP                  | 3  | Artur Jędrzejczyk        |  |     |
| JCS                  | 19 | Piotr Zieliński          |  | 79' |
| KCS                  | 9  | Robert Lewandowski (csk) |  |     |
| BCS                  | 11 | Kamil Grosicki           |  |     |
| Cserék:              |    |                          |  |     |
| CS                   | 14 | Łukasz Teodorczyk        |  | 79' |
| KP                   | 17 | Sławomir Peszko          |  | 79' |
| Szövetségi kapitány: |    |                          |  |     |
| Adam Nawałka         |    |                          |  |     |

| A mérkőzés játékosa: Jan Bednarek (Lengyelország) Asszisztensek: Jerson Dos Santos (angolai) Zakhele Siwela (dél-afrikai) Negyedik játékvezető: Ricardo Montero (Costa Rica-i) Ötödik játékvezető: Juan Carlos Mora (Costa Rica-i) Videóbíró: Daniele Orsato (olasz) Videóbíró-asszisztens: Gery Vargas (bolíviai) Carlos Astroza (chilei) Paolo Valeri (olasz) |

### Szenegál – Kolumbia
| 2018. június 28. 18:00 (16:00) |

| Szenegál | 0–1               | Kolumbia |
| -------- | ----------------- | -------- |
|          | (0–0) Jegyzőkönyv | Mina 74' |

| Szamara Aréna, Szamara Nézőszám: 41 970 Játékvezető: Milorad Mažić (szerb) |

| Szenegál | Kolumbia |

| KA                   | 16 | Khadim N’Diaye         |     |     |
| JV                   | 21 | Lamine Gassama         |     |     |
| KV                   | 6  | Salif Sané             |     |     |
| KV                   | 3  | Kalidou Koulibaly      |     |     |
| BV                   | 12 | Youssouf Sabaly        |     | 74' |
| JKP                  | 18 | Ismaïla Sarr           |     |     |
| KKP                  | 8  | Cheikhou Kouyaté (csk) |     |     |
| KKP                  | 5  | Idrissa Gueye          |     |     |
| BKP                  | 10 | Sadio Mané             |     |     |
| KCS                  | 20 | Keita Baldé            |     | 80' |
| KCS                  | 19 | M’Baye Niang           | 51' | 86' |
| Cserék:              |    |                        |     |     |
| V                    | 22 | Moussa Wagué           |     | 74' |
| CS                   | 14 | Moussa Konaté          |     | 80' |
| CS                   | 15 | Diafra Sakho           |     | 86' |
| Szövetségi kapitány: |    |                        |     |     |
| Aliou Cissé          |    |                        |     |     |

| KA                   | 1  | David Ospina           |     |     |
| JV                   | 4  | Santiago Arias         |     |     |
| KV                   | 23 | Dávinson Sánchez       |     |     |
| KV                   | 13 | Yerry Mina             |     |     |
| BV                   | 17 | Johan Mojica           | 45' |     |
| KKP                  | 15 | Mateus Uribe           |     | 83' |
| KKP                  | 6  | Carlos Sánchez         |     |     |
| JSZ                  | 11 | Juan Cuadrado          |     |     |
| TKP                  | 20 | Juan Fernando Quintero |     |     |
| BSZ                  | 10 | James Rodríguez        |     | 31' |
| KCS                  | 9  | Radamel Falcao (csk)   |     | 89' |
| Cserék:              |    |                        |     |     |
| CS                   | 14 | Luis Muriel            |     | 31' |
| KP                   | 16 | Jefferson Lerma        |     | 83' |
| CS                   | 19 | Miguel Borja           |     | 89' |
| Szövetségi kapitány: |    |                        |     |     |
| José Pékerman        |    |                        |     |     |

| A mérkőzés játékosa: Yerry Mina (Kolumbia) Asszisztensek: Milovan Ristić (szerb) Dalibor Đurđević (szerb) Negyedik játékvezető: Bamlak Tessema Weyesa (etióp) Ötödik játékvezető: Hasan Al Mahri (egyesült arab emírségekbeli) Videóbíró: Danny Makkelie (holland) Videóbíró-asszisztens: Bastian Dankert (német) Elenito Di Liberatore (olasz) Gianluca Rocchi (olasz) |